# Vera Myller
Vera Myller-Lebedev, née le 1er décembre 1880 et morte le 12 décembre 1970, est une mathématicienne russe puis roumaine qui a obtenu son doctorat en Allemagne et est devenue la première professeur d'université à enseigner en Roumanie. 

## Éducation
Vera Lebedev est née à Saint-Pétersbourg et a fait ses études à Novgorod. De 1897 à 1902, elle a participé aux cours Bestoujev à Saint-Pétersbourg. Elle est ensuite partie à l'Université de Göttingen, où elle a obtenu un doctorat en 1906 sous la supervision de David Hilbert. Sa thèse est intitulée Die Theorie der Integralgleichungen in Anwendungen auf einige Reihenentwickelungen et portait sur les équations intégrales.

## Mariage et carrière
À Göttingen, elle a rencontré le mathématicien roumain Alexander Myller. Elle l'a épousé en 1907, est revenue avec lui à l'université de Iași et, en 1910, en a rejoint la faculté de mathématiques. En 1918, elle est promue professeure titulaire et devient de ce fait la première femme professeure de Roumanie.  

## Contributions
Elle a écrit des manuels en roumain sur l'algèbre (1942) et les applications algébriques de la théorie des groupes (1945) et a remporté le prix d'État roumain en 1953 pour son texte d'algèbre. 